# Diogo César
Diogo César (20 de febrero de 1986) es un deportista guineano que compite en judo. Ganó una medalla de bronce en el Campeonato Africano de Judo de 2019 en la categoría de –66 kg.

## Palmarés internacional
| Campeonato Africano | Campeonato Africano         | Campeonato Africano | Campeonato Africano |
| Año                 | Lugar                       | Medalla             | Categoría           |
| ------------------- | --------------------------- | ------------------- | ------------------- |
| 2019                | Ciudad del Cabo (Sudáfrica) | Medalla de bronce   | –66 kg              |